# Контиолахти
О посёлке в Карелии (Россия) см. Контиолахти (Карелия)
Контиолахти (фин. Kontiolahti, букв. «медвежий залив») — городская община в регионе Северная Карелия (Финляндия), расположенная к северу от Йоэнсуу. В общине на берегах озера Хёютияйнен располагается лыжно-биатлонный стадион Контиолахти, окруженный сетью высококачественных лыжных трасс, где проводятся этапы Кубка мира по биатлону и чемпионат мира по биатлону.

## Географическое положение
Контиолахти соседствует с шестью другими общинами: Иломантси, Йоэнсуу, Кухмо, Лиекса, Нурмес и Юука. Площадь Контиолахти составляет 1029,82 км², из которых 230,63 км² приходится на водоёмы. Всего в общине насчитывается 184 водоёма, из которых самыми крупными являются Хёютияйнен, Кангасвеси и Хераярви. На территории муниципалитета находится 11 природных зон, находящихся под охраной Европейского Союза: остров Теэрисаари-Сисуслахти, лесной массив Сойккели, хребты Пёллёнваара-Круунукангас, лесной массив Пайхола, ущелье Колваннууро, национальный парк Коли, остров Йоухтейнен, озёра Хуурулампи и Саммакколампи, склон Хуурунринне, сопка Хуухкаянваара и озёра Хейняваара и Кюукянлампи.
Через муниципалитет проходит национальная трасса № 6.

## Населённые пункты
Город: Контиолахти.
Деревни: Хариваара, Хераярви, Иикси, Якокоски, Контиониеми, Кулхо, Куннасниеми, Куплускюля, Кюльмяоя, Лехмо, Мённи, Онттола, Пайхола, Пунтарикоски, Пусо, Пютиваара, Рантакюля, Ромппала, Селкие, Варпаранта и Венейоки.
Особенностью этого муниципалитета является то, что самые крупные деревни географически близко примыкают к Йоэнсуу, по сути дела представляют собой его пригороды или даже районы (Лехмо, Кулхо, Онттола, Пунтарикоски и др.).

## История
Община Контиолахти была основана в 1873 году. До этого она долгое время входила в состав церковного прихода Липери. После Второй мировой войны в Контиолахти размещали переселенцев из Рускеалы.

## Спорт
В нескольких километрах к югу от города Контиолахти расположен лыжный стадион мирового уровня. На спортивной арене имеются места для 10 тыс. зрителей. Охлаждающие установки позволяют содержать лыжную трассу длиной 1,5 км начиная с октября, когда ещё нет полноценного снежного покрова. Особенностью стадиона являются широкие лыжные трассы, поддерживаемые в рабочем состоянии, благодаря специальному оборудованию, введённому в эксплуатацию 1 октября 2004 года. Лыжные трассы открываются каждый год в начале октября, еще до появления естественного снежного покрова. Лыжня является платной, но доступна для всех любителей лыжного спорта. Для жителей Контиолахти доступны бесплатные сеансы катания, которые проводятся еженедельно.
На лыжном стадионе проводятся этапы Кубка мира по биатлону. Контиолахти также принимал чемпионат мира по биатлону в 1999 и 2015 годах. В Контиолахти также работает 11 спортивных клубов по разным видам спорта.

## Муниципальное управление
С 2013 года пост главы муниципалитета занимает Йере Пенттиля. Городской совет состоит из 35 человек (2018): 12 человек от Социал-демократической партии, 12 человек от партии «Финляндский центр», 6 человек от Коалиционной партии, три человека от «Истинных финнов» и двое от партии Зелёных.

## Образование
В муниципалитете Контиолахти девять детских садов, десять общеобразовательных школ начальной ступени (с 1 по 6 класс), одна средняя школа второй ступени (с 7 по 9 класс) и гимназия. Гимназия Контиолахти была основана в 1974 году. На данный момент там обучается около 220 учеников.

## Достопримечательности
- Через муниципалитет проходит исторический канал Якокоски, построенный в 1879 году.
- На озере Хёютияйнен в районе Контиолахти расположен порт для маломерных судов и яхт.
- В Контиолахти стоит деревянная церковь в форме креста, построенная в 1881 году.

## Известные уроженцы и жители
- Йенна Багеберг, певица, «королева» конкурса финского танго в Сейняйоки 2007 года
- Сами Хоппонен, гармонист, победитель конкурса «Серебряная гармонь» 2007 года
- Янне Киннунен, актёр
- Илкка Кортесниеми, радиоведущий и поэт-песенник
- Алеппо Кутвонен, писатель
- Яакко Фредерик Лагервалл, драматург
- Арвид Людекен, поэт
- Юкка Невалайнен, музыкант, барабанщик группы Nightwish с 1997 по 2014 год
- Вероника Пименоф, писательница и антрополог
- Антти Пухакка, крестьянский поэт
- Йоуко Пухакка, писатель
- Маркку Пёлёнен, кинорежиссёр
- Эйно Сяйся, писатель

## Население
| Изменение численности населения Контиолахти в 1980–2010 годах: | Изменение численности населения Контиолахти в 1980–2010 годах: | Изменение численности населения Контиолахти в 1980–2010 годах: | Изменение численности населения Контиолахти в 1980–2010 годах: | Изменение численности населения Контиолахти в 1980–2010 годах: |
| -------------------------------------------------------------- | -------------------------------------------------------------- | -------------------------------------------------------------- | -------------------------------------------------------------- | -------------------------------------------------------------- |
| 1980                                                           |                                                                |                                                                | 8351                                                           |                                                                |
| 1985                                                           |                                                                |                                                                | 9213                                                           |                                                                |
| 1990                                                           |                                                                |                                                                | 10 450                                                         |                                                                |
| 1995                                                           |                                                                |                                                                | 10 831                                                         |                                                                |
| 2000                                                           |                                                                |                                                                | 11 517                                                         |                                                                |
| 2005                                                           |                                                                |                                                                | 12 768                                                         |                                                                |
| 2010                                                           |                                                                |                                                                | 13 722                                                         |                                                                |
| 2019                                                           |                                                                |                                                                | 14 841                                                         |                                                                |
| Источник: Статистическое управление Финляндии                  |                                                                |                                                                |                                                                |                                                                |